# Eldgjá
Az Eldgjá vulkanikus hasadékvölgy Izland déli részén. Az Eldgjá és a Katla vulkán is egy nagyobb vulkanikus rendszernek a része. Az Eldgjá Landmannalaugar és Kirkjubæjarklaustur közt húzódik. Az Eldgjá a legnagyobb vulkanikus hasadékvölgy a világon. Harminc kilométer hosszú, 270 méter mély és legszélesebb pontján 600 méter széles. 1893-ban fedezte fel Þorvaldur Thoroddsen. Az először dokumentált 934-es kitörése hozta létre a történelem során képződött legnagyobb kiömléses bazaltmezőt. A lávamező kiterjedése eléri a 800 négyzetkilométert. Egyes becslések szerint akár 18 km³-nyi vulkanikus anyag is a felszínre kerülhetett. Az Ófærufoss vízesés a völgyben található.

## Nevének jelentése
Az Eldgjá neve izlandi nyelven azt jelenti: „tűzkanyon”, „vulkánkitörés”.

## Fordítás
Ez a szócikk részben vagy egészben  az   Eldgjá című angol Wikipédia-szócikk ezen változatának fordításán alapul.  Az eredeti cikk szerkesztőit annak laptörténete sorolja fel. Ez a jelzés csupán a megfogalmazás eredetét és a szerzői jogokat jelzi, nem szolgál a cikkben szereplő információk forrásmegjelöléseként.